# Insulume minutum
Insulume minutum är en insektsart som beskrevs av Medler 1999. Insulume minutum ingår i släktet Insulume och familjen Flatidae. Inga underarter finns listade i Catalogue of Life.